# مطثية منتجة للسيلوبيوز
مطثية منتجة للسيلوبيوز[بحاجة لمصدر] (الاسم العلمي: Clostridium cellobioparum) هي نوع من البكتيريا يتبع جنس المطثية من الفصيلة المطثاوية.